# Catagramma odilia
Catagramma odilia är en fjärilsart som beskrevs av Charles Oberthür 1916. Catagramma odilia ingår i släktet Catagramma och familjen praktfjärilar. Inga underarter finns listade i Catalogue of Life.